# Chthonius microphthalmus
Espèce
Chthonius microphthalmus est une espèce de pseudoscorpions de la famille des Chthoniidae.

## Distribution
Cette espèce se rencontre en France et en Italie.

## Publication originale
- Simon, 1879 : Les Ordres des Chernetes, Scorpiones et Opiliones. Les Arachnides de France, p. 1-332.